# Kulm (Naturschutzgebiet)
Das Naturschutzgebiet Kulm liegt im Saale-Orla-Kreis in Thüringen. Es erstreckt sich westlich von Schlegel, einem Ortsteil der Gemeinde Rosenthal am Rennsteig, um den 726 Meter hohen Kulmberg herum. Im nordöstlichen Bereich des Gebietes verläuft die Landesstraße L 2372, unweit südlich verläuft die Landesgrenze zu Bayern.

## Bedeutung
Das 14,1 ha große Gebiet mit der NSG-Nr. 167 wurde im Jahr 1961 unter Naturschutz gestellt.